# Амбелакиотиса
Амбелакиотиса (на гръцки: Αμπελακιώτισσα, до 1927 година Κοζίτσα, Козица) е планинско село в дем Навпактия, Гърция. 